# Jardín Botánico de la Universidad de Turín
El Jardín Botánico de la Universidad de Turín (en italiano: Orto Botanico dell'Università di Torino) es un arboreto y jardín botánico de 2,6 hectáreas de extensión, administrado por el "Dipartimento di Biologia Vegetale" de la Universidad de Turín, que se encuentra en Turín, Italia. Su código de reconocimiento internacional como institución botánica, así como las siglas de su herbario, es TO.

## Localización
Se ubica en el centro histórico de Turín en el Parco del Valentino a lo largo del río Po, en "Viale Pier Andrea Mattioli".
Istituto Botanico dell'Universita Viale P. A. Mattioli 25, I-10125  Torino, Provincia de Torino, Piamonte, Italia.45°3′24.48″N 7°40′51.5994″E / 45.0568000, 7.680999833
Está abierto al público los fines de semana y vacaciones en los meses cálidos del año. Se cobra una tarifa de entrada.

## Historia
Los orígenes del jardín pueden ser remontados a 1560 cuando las colecciones de plantas vivas fueron establecidas en el "Studio di Mondovì", que se trasladó a la universidad en 1566. El jardín actual data de 1713 año en el que Víctor Amadeo II de Saboya estableció el "Orto Regio". Con el establecimiento en 1729 de la cátedra de Botánica en la universidad, llevado a cabo por G.B. Caccia, legalmente se convirtió en una parte de la universidad.
Entre 1730 y 1731 el jardín fue diseñado en un plan geométrico de macizos de flores en el interior del Castello del Valentino en el área existente de jardín de (aproximadamente 6800 m²), dentro de la que Caccia plantó unas 800 especies. En 1762 se contaron unas 1200 especies en cultivo. En 1796 Víctor Amadeo III de Cerdeña donó zonas del oeste y norte del castillo, ampliando el área del jardín a algo mayor que su extensión actual. En 1810 el jardín contuvo unas 6000 plantas cultivadas, con arboreto organizado en su sección norteña (el boschetto), y las construcciones de invernaderos, Orangerie, y herbario. Entre 1831 y 1839 hubo una construcción adicional de invernaderos agregados, y en 1848 una orangerie.
Desgraciadamente el siglo siguiente asistió a una considerable disminución del jardín. Después de que en 1876 varios invernaderos fueran demolidos para hacer espacio para los laboratorios, en el periodo de 1892 a 1893 fue perdido el edificio adicional, y en 1929, 1969, y 1977 fueron eliminados los invernaderos adicionales. El jardín fue dañado en gran medida con la pérdida de colecciones durante la Primera Guerra Mundial y en la Segunda Guerra Mundial por la negligencia y los bombardeos, pero ahora se está recuperando. El profesor Bruno Peyronel introdujo un jardín alpino entre 1962 y 1963, en 1969 un nuevo invernadero fue construido para las especies tropicales y subtropicales, en 1986 otro invernadero agregado para las plantas suculentas, y en el 2006 otros para las plantas de Sudáfrica.

## Colecciones
El jardín cultiva actualmente unas 2000 especies, con 300 especies adicional en el jardín alpino, cerca de 500 especies en el arboreto, y 1000 especies más en los invernaderos. El jardín contiene las secciones principales siguientes:
- Alpinum - plantas alpinas, particularmente de la zona oeste de los Alpes.
- Árboles Frutales
- Plantas Medicinales
- Charcas - con plantas acuáticas tanto nativas como exóticas
- Invernaderos de Sudáfrica - construidos entre el 2005 y el 2006, con especies procedentes de Sudáfrica incluyendo de la zona de las montañas Tsitsikamma y Fynbos, Karoo, y Richtersveld.
- Casa de las plantas Suculentas (casa de los cactus)
- Lechos Sistemáticos - plantas distribuidas según el orden sistemático indicado en la Flora Europaea.
- Alameda con árboles alineados - aún actualmente incluye algunos de los árboles originales plantados a principios del siglo XIX  (Liriodendron tulipifera, Tilia argentea, Ginkgo biloba).
- Casa Tropical - principalmente plantas epífitas, con unas importantes colecciones de Bromeliaceae', Orchidaceae, y Araceae.

El arboreto contiene las siguientes áreas:
- Bosques - especies de árboles y arbustos comunes en las llanuras del norte de Italia antes de la introducción de la agricultura * Sauces de las orillas del río - predominantemente Salix
- Charca - con la vegetación típica de los humedales de las llanuras del norte de Italia
- Carex - mezcla de vegetación herbácea,  predominantemente Carex
- Plantas acuáticas - las especies nativas más comunes en una charca construida en la primera mitad del siglo XIX
- Jardín con variedades de frutas antiguas
- Senderos Educativos

También contiene unos notables especímenes de Cedrus libani, Fagus sylvatica, Ginkgo biloba, Platanus orientalis, Populus deltoides, Pseudotsuga menziesii, Pterocarya fraxinifolia, Pterocarya stenoptera, Quercus robur, Taxus baccata y Zelkova carpinifolia.